# Unax Mendia
Unax Mendia (nascut a Vitòria) és un director de fotografia basc.
Compagina la seva activitat a la fotografia amb el seu grup musical "Rita".
Va debutar com a director cinematogràfic el 1997 amb diversos curtmetratges, entre ells The Raven... Nevermore de Tinieblas González, i el seu primer llargmetratge fou En la ciudad sin límites (2002) d'Antonio Hernández. El 2004 treballà a Isi/Disi. Amor a lo bestia. El 2007 va guanyar el premi a la millor fotografia al Festival Internacional Almería en Corto per Elena quiere.
El 2012 fou nominat al Goya a la millor fotografia i a la millor fotografia a les Medalles del Cercle d'Escriptors Cinematogràfics de 2011 per No habrá paz para los malvados. També ha treballat en algunes sèries de televisió com Velvet (2014), El Ministerio del Tiempo (2015) o Gigantes (2018).

## Filmografia
- The Raven... Nevermore (1997)
- En la ciudad sin límites (2002)
- Isi/Disi. Amor a lo bestia (2004)
- Torrente 3: El protector (2005)
- The backwoods (2006)
- Agnòsia (2010)
- No habrá paz para los malvados (2011)
- Grand Piano (2013)
- Gernica (2016)
- Que baje Dios y lo vea (2017)
- 70 Binladens (2018)